# Słabodka (rejon dzierżyński)
Słabodka (biał. Слабодка; ros. Слободка, Słobodka; hist.: pol. Słoboda, Słoboda Bielinowicka) – wieś na Białorusi, w obwodzie mińskim, w rejonie dzierżyńskim, w sielsowiecie Fanipol.
Graniczy z Przyłuckim Rezerwatem Biologicznym.

## Transport
Wieś znajduje się przy drodze magistralnej M14 i drodze republikańskiej R1, mając bezpośredni wyjazd na nie obie.

## Historia
W XIX i w początkach XX w. położona była w Rosji, w guberni mińskiej, w powiecie mińskim, w gminie Samochwałowicze.
Po I wojnie światowej pod administracją polską, w Zarządzie Cywilnym Ziem Wschodnich, w okręgu mińskim, w powiecie mińskim, w gminie Samochwałowicze.
W wyniku postanowień traktatu ryskiego znalazła się w granicach Związku Sowieckiego. W latach 1932–1937 w Polskim Rejonie Narodowym im. Feliksa Dzierżyńskiego. Od 1991 w niepodległej Białorusi.